# АПР
Футбольний клуб «Армія Патріотів Руанди» або просто АПР (англ. Armée Patriotique Rwandaise Football Club) — професійний руандійський футбольний клуб з міста Кігалі.

## Історія
Клуб було створено у червні 1993 року як команду Руандійського патріотичного фронту.
Незважаючи на досить коротку історію, команда посідає перше місце за кількістю перемог у національному чемпіонаті, крім того АПР 7 разів ставав володарем кубку Руанди, а також переможцем Клубного Кубку КЕСАФА у 2004, 2007 та 2010 роках, крім цього в 1996 та 2000 роках руандійський клуб став фіналістом цього ж турніру.

## Досягнення
- Національна Футбольна Ліга Руанди
  -  Чемпіон (23): 1995, 1996, 1999, 2000, 2001, 2003, 2005, 2006, 2007, 2009, 2010, 2011, 2012, 2014, 2015, 2016, 2017, 2018, 2020, 2021, 2022, 2023, 2024, 2025

- Кубок Руанди
  -  Володар (8): 2002, 2006, 2007, 2008, 2010, 2011, 2012, 2014

- Клубний Кубок КЕСАФА
  -  Володар (3): 2004, 2007, 2010

- Кубок Героїв
  -  Володар (1): 2017

## Статистика виступів на континентальних турнірах
| Сезон | Турнір                       | Раунд      | Клуб                  | Вдома | На виїзді | Загалом        |
| ----- | ---------------------------- | ---------- | --------------------- | ----- | --------- | -------------- |
| 1996  | Кубок африканських чемпіонів | Попередній | Янг Африканс          | 3-0   | 0-1       | 3-1            |
| 1996  | Кубок африканських чемпіонів | 1          | АС Банту              | 2-0   | 0-1       | 2-1            |
| 1996  | Кубок африканських чемпіонів | 2          | Петру Атлетіку        | 2-0   | 0-3       | 2-3            |
| 1997  | Ліга чемпіонів КАФ           | 1          | Муфуліра Уондерерз    | 0-1   | 1-4       | 1-5            |
| 1998  | Кубок КАФ                    | Попередній | Асмара Брювері        | 3-0   | 0-0       | 3-0            |
| 1998  | Кубок КАФ                    | 1          | Аль-Хіляль (Омдурман) | 0-1   | 1-2       | 1-3            |
| 1999  | Кубок КАФ                    | 1          | Канон Яунде           | 0-0   | 0-2       | 0-2            |
| 2000  | Ліга чемпіонів КАФ           | Попередній | Ренессанс             | 1-1   | 1-1       | 2-2 (4-3 пен.) |
| 2000  | Ліга чемпіонів КАФ           | 1          | Есперанс              | т.п.  | 0-7       | 0-7            |
| 2002  | Ліга чемпіонів КАФ           | Попередній | Гінста                | 4-0   | 0-1       | 4-1            |
| 2002  | Ліга чемпіонів КАФ           | 1          | Замалек               | 0-0   | 0-6       | 0-6            |
| 2003  | Кубок володарів кубків КАФ   | 1          | УС Кенія              | 8-0   | 1-2       | 9-2            |
| 2003  | Кубок володарів кубків КАФ   | 2          | Етуаль дю Конго       | 3-0   | 2-1       | 5-1            |
| 2003  | Кубок володарів кубків КАФ   | 1/4 фіналу | Асанте Котоко         | 1-0   | 1-2       | 2-2 (в.г.)     |
| 2003  | Кубок володарів кубків КАФ   | 1/2 фіналу | Джуліус Бергер        | 2-0   | 0-3       | 2-3            |
| 2004  | Ліга чемпіонів КАФ           | Попередній | Ансеба                | 7-1   | 4-2       | 11-3           |
| 2004  | Ліга чемпіонів КАФ           | 1          | Замалек               | 4-1   | 2-3       | 6-4            |
| 2004  | Ліга чемпіонів КАФ           | 2          | Африка Спортс         | 1-0   | 0-1       | 1-1 (4-5 пен.) |
| 2004  | Кубок конфедерації КАФ       | 3          | Енугу Рейнджерс       | 1-0   | 0-3       | 1-3            |
| 2005  | Кубок конфедерації КАФ       | Попередній | Грін Баффолоз         | 3-1   | 0-1       | 3-2            |
| 2005  | Кубок конфедерації КАФ       | 1          | Кампала Сіті Коунсіл  | 1-0   | 0-0       | 1-0            |
| 2005  | Кубок конфедерації КАФ       | 2          | Ісмайлі               | т.п.  | т.п.      | т.п.           |
| 2006  | Ліга чемпіонів КАФ           | Попередній | Атлетіку Авіасан      | 3-2   | 1-0       | 4-2            |
| 2006  | Ліга чемпіонів КАФ           | 1          | ФАР (Рабат)           | 2-1   | 0-1       | 2-2 (в.г.)     |
| 2007  | Ліга чемпіонів КАФ           | Попередній | Сен-Елуа Лупопо       | 2-0   | 4-1       | 6-1            |
| 2007  | Ліга чемпіонів КАФ           | 1          | Мараната              | 2-0   | т.п.      | 2-0            |
| 2008  | Ліга чемпіонів КАФ           | Попередній | Замалек               | 1-2   | 0-2       | 1-4            |
| 2009  | Кубок конфедерації КАФ       | Попередній | Гор Магія             | 1-0   | 5-0       | 6-0            |
| 2009  | Кубок конфедерації КАФ       | 1          | Харас Ель-Ходуд       | 0-0   | 0-2       | 0-2            |
| 2010  | Ліга чемпіонів КАФ           | Попередній | Рекреатіву ду Ліболу  | 2-2   | 1-0       | 3-2            |
| 2010  | Ліга чемпіонів КАФ           | 1          | ТП Мазембе            | 1-0   | 0-2       | 1-2            |
| 2011  | Ліга чемпіонів КАФ           | Попередній | Клуб Африкен          | 2-2   | 0-4       | 2-6            |
| 2012  | Ліга чемпіонів КАФ           | Попередній | Таскер                | 1-0   | 0-0       | 1-0            |
| 2012  | Ліга чемпіонів КАФ           | 1          | Етуаль дю Сахель      | 0-0   | 2-3       | 2-3            |
| 2013  | Ліга чемпіонів КАФ           | Попередній | Вітал'О               | 1-2   | 1-0       | 2-2 (в.г.)     |
| 2015  | Ліга чемпіонів КАФ           | Попередній | Ліга Мусульмана       | 2-1   | 0-0       | 2-1            |
| 2015  | Ліга чемпіонів КАФ           | 1          | Аль-Аглі              | 0-2   | 0-2       | 0-4            |
| 2016  | Ліга чемпіонів КАФ           | Попередній | Мбабане Шеллоуз       | 4-1   | 0-1       | 4-2            |
| 2016  | Ліга чемпіонів КАФ           | 1          | Янг Африканс          | 1-2   | 1-1       | 2-3            |

## Відомі гравці
- Дідьє Бізімана
- Фуаі Ндаїсенга
- Карім Ніізігіїмана
- Вембо Сутче
- Атчам Атчам
- Бубакарі Саду
- Лабама Бокота
- Гуї Басісіла Лусадісу
- Кака Масуді
- Тшитенге Муканділа
- Букунгу Нджолі
- Мвембу Кімарва Ва
- Тітус Мулама
- Мозес Одьямбо
- Марк Сіренго
- Чюкепо Мсовоя
- Рассу Аббас
- Базіль Базібуе
- Бобо Бола
- Жоау Рафаель Еліаш
- Алуа Гасерука
- Джиммі Гатете
- Ерік Хабімана
- Жан-Поль Хаб'ярімана
- Ідрісса Хакізімана
- Бонавентюр Хатегекімана
- Мішель Хітімана
- Оноре Кабонго
- Абдулкарім Каманзі
- Олів'є Карекезі
- Манфред Кізіто
- Мана Літа
- Андре Ломамі
- Джон Ломамі
- Бен Мандела
- Патрік Мбо
- Жан-Д'амур Мпаїмана
- Джиммі Муліса
- Джабір Мутарамбірва
- Патрік Мафісанго Мутеса
- Аїм Дезір Ндізеє
- Мвемере Нгіріншуті
- Робер Нгунга
- Рамадані Нкунзінгома
- Жульєн Нсенгіюмва
- Ерік Ншиміїмана
- Антуан Н'ямсі
- Еліас Нзамукунда
- Боніфас Олуох
- Фредерік Оньянго Оченг
- Фредерік Русангангва
- Ерік Сурагаба
- Арафат Серугендо
- Абдул Сібомана
- Донатьєн Туїсенге
- Бонфілс Крістіан Твахірва
- Робер Уєнеза
- Крістіан Увумкіза
- Еліас Узамукунда
- Жанно Вітакенге
- Ерік Їрірваганді
- Боніфас Паваса
- Френсіс Гонзага
- Алімансі Кадого
- Вінсент Каїзі
- Хассан Мубіру
- Джеймс Одох
- Фред Окелло Шака
- Філіп Ссозі
- Абубакер Табула
- Джозеф Бваля